# وادي فخذ
وادي فخذ (بفتح الفاء وكسر الخاء) أو وادي السيسبان أو وادي السيلبعان من أسمائه القديمة وهو واد في سراة بلاد بلقرن عليه قرى الحميد من بلقرن وتسيل مياهه من وادي جفنة من جبل الخيالة، ومن جبل الصفراء، ومن جبل الدماء، ومن وادي دباب، ومن وادي شط، ويتجه الوادي إلى الشمال حتى يرفد وادي شيبانة أمام قرية آل هيثم من الحميد من بلقرن في الضرب الأصفر وله روافد عديدة منها وادي ريد، وشعب العلب، وشعب الطويل، وشعب البراحي الذي يسيل للغرب من جبل السحلوقة حتى يصب في وادي فخذ أمام قرية الدار للحميد.